# Michał Wilczyński
Michał Łukasz Wilczyński (ur. 5 maja 1976) – polski okulista, doktor habilitowany medycyny, adiunkt w Katedrze Chorób Oczu łódzkiego Uniwersytetu Medycznego.

## Życiorys
Dyplom lekarski zdobył na Akademii Medycznej w Łodzi (od 2002 roku Uniwersytet Medyczny) i na tej uczelni został zatrudniony. Stopień doktorski uzyskał w 2006 roku na podstawie pracy Stężenia wybranych czynników w ciele szklistym i surowicy krwi obwodowej u chorych z proliferacyjną retinopatią cukrzycową, powstałą jako powikłanie cukrzycy typu 2 (promotorem był Wojciech Omulecki). Habilitował się w 2011 roku na podstawie oceny dorobku naukowego i rozprawy Ocena różnych rodzajów mikrocięcia we współczesnej chirurgii zaćmy. 
Pracuje jako adiunkt w Katedrze Chorób Oczu oraz na Oddziale Klinicznym Okulistyki w Uniwersyteckim Szpitalu Klinicznym nr 1 im. N.Barlickiego w Łodzi.
Członek Polskiego Towarzystwa Okulistycznego (członek zarządu oddziału łódzkiego, od 2010 roku jest sekretarzem zarządu głównego). Ponadto należy do Europejskiego Towarzystwa Chirurgów Zaćmy i Chirurgów Refrakcyjnych (ang. European Society of Cataract and Refractive Surgeons, ESCRS) oraz do European Vitreo Retinal Society. 
Jest współautorem – wraz z Wojciechem Omuleckim – nowego modelu zwijalnej, akrylowej soczewki przedniokomorowej. W pracy klinicznej i badawczej M. Wilczyński specjalizuje się m.in. w diagnostyce i chirurgicznym leczeniu zaćmy oraz rozpoznawaniu i leczeniu retinopatii cukrzycowej. Wykonuje m.in. badania ultrasonograficzne oraz OCT, zabiegi usunięcia zaćmy metodą fakoemulsyfikacji oraz wszczepienia soczewek wewnątrzgałkowych. 
Współautor opracowań: „Retinopatia cukrzycowa – diagnostyka i leczenie” (wyd. 2013, wraz z P. Lobą i J. Lobą), „Zarys patogenezy retinopatii cukrzycowej” (wraz z W. Omuleckim, wyd. 2007, ISBN 978-83-922010-1-4) oraz „Powikłania okulistyczne cukrzycy" (wyd. 2008, wraz z A. Borucką). Współredaktor i tłumacz wydania polskiego „Atlasu chorób siatkówki” (wyd. 2012, ISBN 978-83-7609-702-2). Swoje prace publikował w czasopismach krajowych i zagranicznych, m.in. w „Klinice Ocznej” i „Okulistyce”.